# Ahmed Chalabi
Ahmed Chalabi (احمد الجلبي), né Ahmed Abdel Hadi Chalabi le 30 octobre 1944 à Kadhimiya (en) et mort le 3 novembre 2015 à Bagdad, est un homme politique irakien, professeur de mathématiques ayant travaillé à l'université de Chicago et au Massachusetts Institute of Technology. Cet opposant au régime de Saddam Hussein fut placé par les États-Unis à la tête du Congrès national irakien afin de légitimer l'invasion de l'Irak.
Il fut ministre du Pétrole par intérim, depuis le 28 avril 2005 et janvier 2006 et vice-premier ministre de mai 2005 à mai 2006.

## Controverses
Chalabi suscite la controverse pour de nombreuses raisons. En 1992, un tribunal jordanien l'a condamné par défaut à 22 ans de prison en raison de la faillite frauduleuse de la banque Petra qu'il avait fondée, et depuis laquelle il aurait fait transférer 288 millions de dollars sur ses comptes en Suisse.
C'est sur les fausses informations qu'il a livrées sur l'existence d'armes de destruction massive en Irak et la présence de membres d'Al-Qaïda en Irak que les États-Unis ont décidé de renverser le régime de Saddam Hussein en 2003. Toutes ces informations se sont révélées fausses, et les dirigeants américains le rendent responsable de leurs difficultés en Irak. Ses liens avec quelques-uns des principaux néo-conservateurs américains renforcent la controverse : il connaît personnellement Paul Wolfowitz, le stratège de la dissuasion nucléaire, Albert Wohlstetter et Richard Perle.
De plus, ses adversaires estiment qu'il n'est qu'un charlatan et lui reprochent sa fidélité douteuse, et sa base politique inexistante en Irak. Ne représentant en fait aucunement les sensibilités du peuple irakien, son rôle auprès des forces de la coalition a sérieusement diminué depuis 2003.
Ahmed Chalabi fait aussi partie du groupe Bilderberg.